# Scambus lucidus
Scambus lucidus là một loài tò vò trong họ Ichneumonidae.